# Xerox Star
Star станції, офіційно за назвою компанії Xerox 8010 інформаційної системи, були першими комерційними системами з урахуванням різних технологій, які з тих пір стали стандартом для персональних комп'ютерів, в тому числі растрова дисплей, з віконним графічним користувальницьким інтерфейсом, іконки, папки, миша (дві кнопки), локальних мереж, файлових серверів, серверів друку  і електронної пошти.
Введений корпорації Xerox Corporation в 1981 році, назву зірки технічно відносять тільки до програмного забезпечення. Xerox Star8010 були також продані для невеликих наукових досліджень і розробок ринку.

## Історія

### Xerox Alto
Компанії Xerox  систем  багато в чому зобов'язані Xerox Alto і дослідницькій  станції, розроблена Xerox в пало-Альто науково-дослідний центр (парк). Перший Alto почав функціонувати у 1972 році. Спочатку, лише деякі Alto були побудовані. хоча до 1979 року майже 1000 локальних мереж-пов'язані з Alto  використовувались в Xerox і ще 500 на співробітництві університетів та державних відомств. Ксерокс Альто ніколи не був призначений, щоб бути комерційним продуктом.  Коли ця система була анонсована в 1981 році вартість була близько $75,000 ($198,000 у сьогоднішніх доларах) для базової системи, і $16,000 ($42,000 сьогодні) для кожного робочого місця.

### Процес розвитку компанії Xerox  Star
Xerox Star був розроблений в Xerox департаменті розвитку (ПДР) в Ель-Сегундо, штат Каліфорнія, який був створений в 1977 році під керівництвом Дона Массаро. СДД створив  нову систему, яка буде включати в себе кращі риси, Alto був простий у використанні.
Розвиток команди очолив Девід Лиддл, і в кінцевому підсумку працювало більш ніж 200 розробників. Більша частина першого року була витрачена на засіданнях і планування. Це стало Біблією для всіх завдань розвитку. Він визначив інтерфейс і забезпечив узгодженість всіх модулів і завдань. Всі зміни у функціональній специфікації повинні бути затверджені оглядом команди, яка витримує усі норми.
Одна група в пало-Альто працювала на базовій  операційній системі. Команди в Ель Сегундо і пало-Альто співпрацювали з розробки користувальницького інтерфейсу і користувальницьких додатків.
Співробітники покладалися на технології, вони були навіть підключені до мережі, яка тоді називалася Арпанет, яка допомагала їм спілкуватися між Ель Сегундо і пало-Альто.
 Star був реалізований на мові програмування Меса, прямим попередником Модула-2 і Модула-3. Меса не був об'єктно-орієнтованим, але інструменти і методи програмування були розроблені. Це дозволило об'єктно-орієнтоване проектування та програмування. Меса потрібно створити два файли для кожного модуля. Визначити модуль заданої структури даних і процедур для кожного об'єкта.
 Star команда використовувала складну інтегровану розробку (IDE). Модулі були ретельно відстежені і задокументовані.